# Félicien de Saulcy

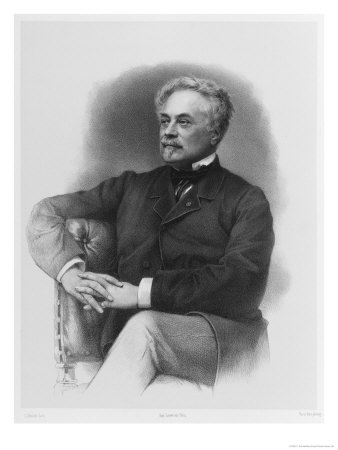
Félicien de Saulcy

Félicien de Saulcy (vollständiger Name: Louis Félicien Joseph Caignart de Saulcy, * 19. März 1807 in Lille; † 4. November 1880 in Paris) war ein französischer Archäologe, Orientalist, Numismatiker und Entomologe.

## Leben
De Saulcy studierte ab 1826 an der École polytechnique. Er setzte seine Studien in der École d'application de l'artillerie et du génie (Artillerie- und Ingenieursschule) in Metz fort. Er wurde Artillerieoffizier, dann Hauptmann und schließlich Lehrer für Maschinenbau und Mechanik an der Kadettenanstalt.
Saulcy erlangte Bekanntheit auf den Gebieten der Numismatik und der Archäologe. 1842 wurde er Mitglied der Académie des inscriptions et belles-lettres (Akademie der Inschriften und Literatur).
Bei einem Besuch des Herzog von Orléans Louis-Philippe I. erhielt er die Stelle eines Konservators am Musée de l’Artillerie (Artilleriemuseum) in Paris.
1845 und 1850 bereiste Saulcy verschiedene Mittelmeerländer, darunter die Türkei, Ägypten, Palästina und Syrien. 1856 begleitete Saulcy Prinz Napoléon auf einer Reise nach Island, Grönland und die Färöer.
1859 wurde Saulcy Senator. 1862 wurde Saulcy mit dem Orden Commandeur de la Légion d’Honneur ausgezeichnet.
1863 und 1869 reiste Saulcy nochmals nach Palästina.
Dort erhielt er den Ritterorden vom Heiligen Grab zu Jerusalem.
1870 folgte er der kaiserlichen Familie ins Exil nach England.
Danach kehrte er nach Frankreich zurück und setzte seine numismatischen und archäologischen Arbeiten fort.
Über die Ergebnisse seiner Forschungen publizierte er mehrere Bücher.

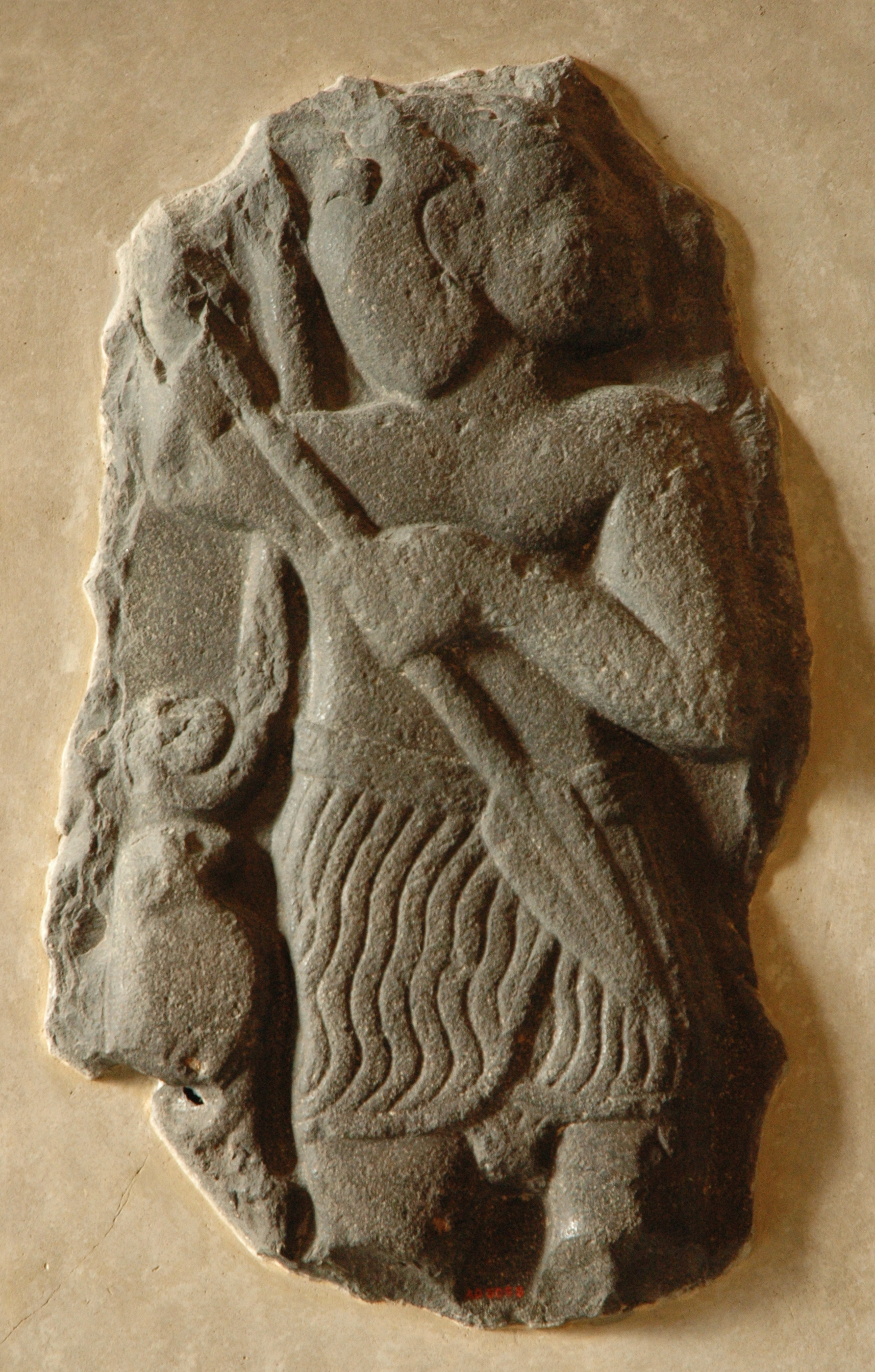
Schihan-Stele

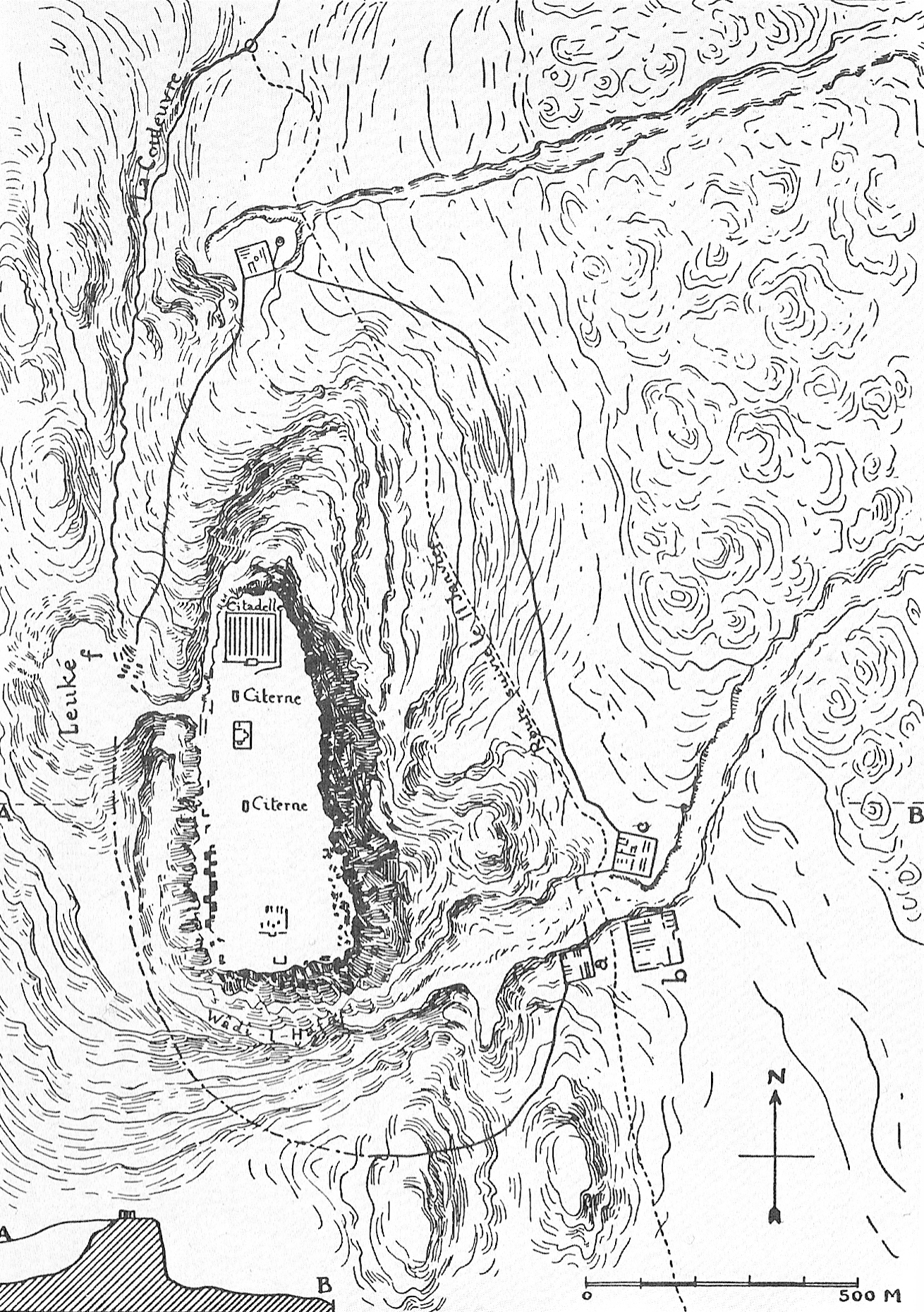
Masada gezeichnet von Saulcy

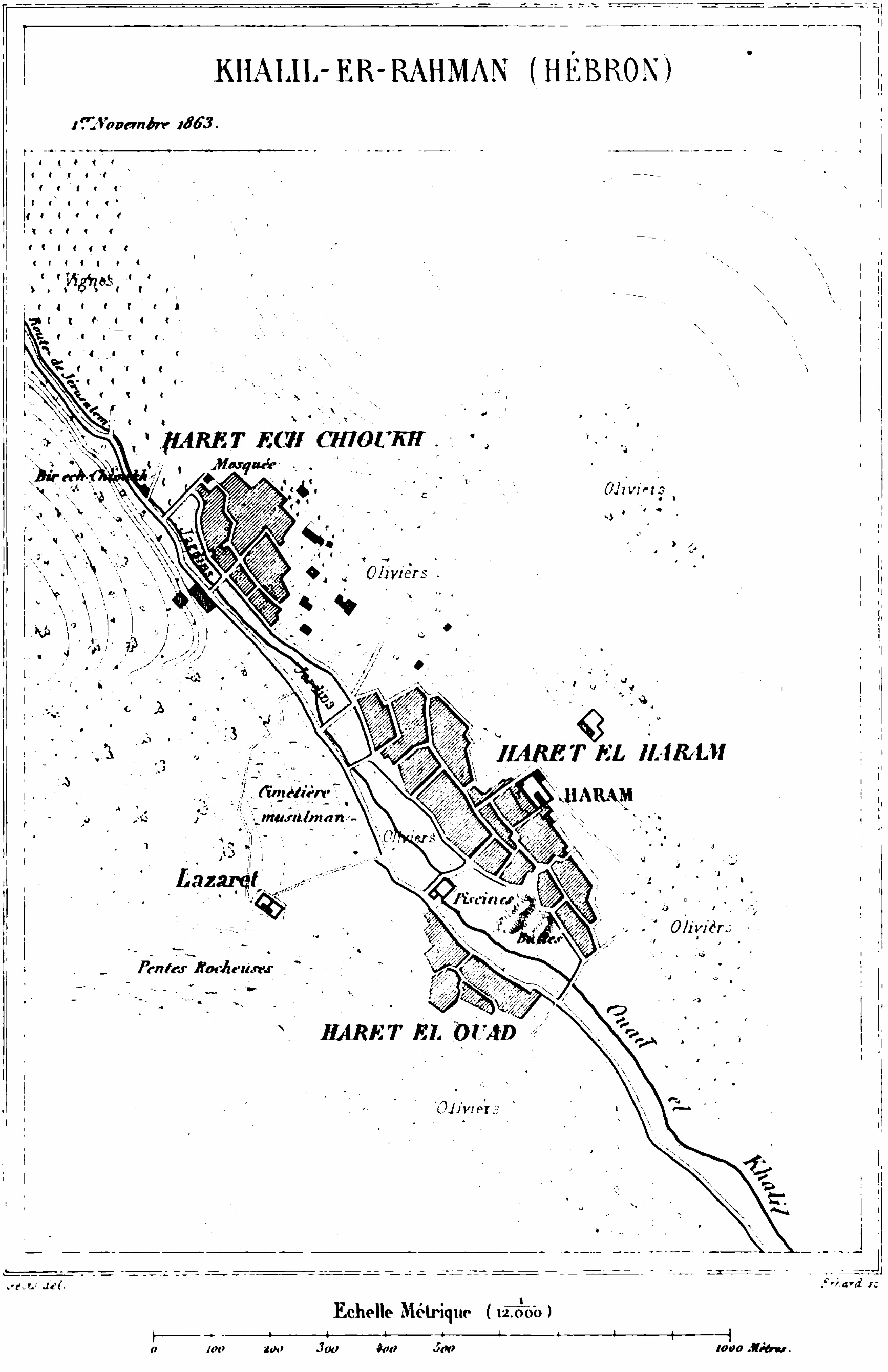
Khalil er Rahman (Hebron) gezeichnet von Saulcy

## Interessen

### Insektenkunde
Schon 1819 im Alter von 12 Jahren begann Saulcy sich unter Anleitung von Louis Jérôme Reiche (1799–1890) mit der Insektenkunde, speziell mit der Käferkunde zu beschäftigen.
Zusammen mit seinem Bruder Ernest legte er eine umfangreiche Sammlung von Käfern der Umgebung von Lille an.
Diese Tätigkeit fand ein Ende, als die beiden Brüder auf die École polytechnique kamen.
Während Saulcy Konservator am Musée de l’Artillerie war, unternahm er wissenschaftliche Exkursionen nach Südfrankreich und in die Pyrenäen, wo er weitere Käferarten beschrieb.
Schließlich auf seiner Reise im Jahr 1850 auf den Peloponnes, nach Palästina und an die Küste des Toten Meeres und deren Umgebung beschrieb er mehr als 50.000 Käfer.
Aus diesen Beschreibungen veröffentlichte Reiche 261 Spezies zusammen mit vielen Zeichnungen in den Jahren 1855 und 1858 in den Annalen der Société entomologique de France.
Nach seiner Reise im Jahr 1856 nach Grönland, Island und auf die Färöer zusammen mit Prinz Napoléon veröffentlichte Saulcy 1857 weitere Berichte über interessante Käfer, die ihm auf dieser Reise begegnet waren. Die Beschreibungen weiterer Käfer von Saulcys Reise im Jahr 1869 nach Syrien wurden von dessen Sohn veröffentlicht.
Insgesamt hat Saulcy mehr als 300 neue Spezies beschrieben, darunter
- Macrocheilus Saulcyi, aus Nablus
- Hispa cariosa Reiche & Saulcy, 1858
- Canthydrus diophthalmus Reiche & Saulcy, 1855
- Phytonomus globicollis Reiche & Saulcy, 1857
- Saulcya hierichuntica, Pflanze, 1851 von Saulcy bei Jericho entdeckte[5]

### Numismatik, Epigraphik, Archäologie
Bereits von Kindheit und Jugend an interessierte sich Saulcy für Münzen, legte schon zu dieser Zeit eine Sammlung an und erwarb vertiefte Kenntnisse auf diesem Gebiet.
Für sein Essai sur la classification des suites monétaires byzantines wurde ihm 1836 ein Akademie-Preis verliehen.
Es folgten Arbeiten über die Münzen der Kreuzfahrer, sowie über spanische, französische, lothringische, gallische, punische, jüdische, arabische und seleukidische Münzen.
Saulcy beschäftigte sich mit Epigraphik und dabei mit der Entschlüsselung der assyrischen Keilschriften, die Paul-Émile Botta im Rahmen seiner Ausgrabungen von Ninive entdeckte.
Ebenso versuchte er die Ägyptischen Hieroglyphen und die Demotische Schrift zu entschlüsseln.
Auf seinen Reisen in das Heilige Land, insbesondere nach Jerusalem gehörte er zu den Mitbegründern der Biblischen Archäologie.
Er grub am Toten Meer Ruinen aus, die er als die Ruinen von Sodom und Gomorra betrachtete.
Er entdeckte die Schihan-Stele und zeichnete die erste Skizze der Festung Masada⊙ mit dem Lager der römischen Belagerungsarmee und eine Skizze von Hebron⊙.
Im Gehinnomtal grub er ein Grabmal⊙ und einen Sarkophag aus, von dem er behauptete, es sei das Grab König Davids.
Der Sarkophag befindet sich heute im Louvre.
Saulcy kennzeichnete den Tell es-Sultan⊙ bei Jericho als Ort einer alten Stadt.
Saulcys Datierungen seiner Ausgrabungen halten teilweise neueren Erkenntnissen der Archäologie nicht stand.
Dennoch ist deren Bedeutung bis heute unumstritten.

## Familie
Saulcys Eltern waren Félicien Marie Joseph Caignart de Saulcy (1774–1859) und Marie Rose Suzanne Liaubon (1780–1854). Er hatte einen jüngeren Bruder Ernest (1803–1888).
Saulcy war zweimal verheiratet. Mit seiner ersten Frau Pauline de Brye (1801–1850) war er ab 1832 bis zu ihrem Tod 1850 verheiratet. Das Ehepaar hatte den Sohn Félicien Henry Caignart de Saulcy 1832–1912, Entomologe, spezialisiert auf Käfer.
1852 heiratete Saulcy Charlotte Clotilde Valentine de Billing (1833–1908). Das Ehepaar hatte die Tochter Jacqueline Marie Thérèse (* 1853), verheiratet ab 1874 mit Adrien Dubouays de la Bégassière (1838–1904) Divisionsgeneral, und den Sohn Eugène Louis Napoléon (* 1860), der bereits als Kind starb.

## Veröffentlichungen (Auswahl)

### Palästina und Geschichte
- Voyage en terre sainte  Vol 1, 1872
- Voyage en terre sainte  Vol 2, 1872
- Voyage autour de la Mer Morte et dans les terres bibliques, exécuté de 1850 à 1851, 2 Bände, 1853 Bd. 1 & Bd. 2 bei Google Books
- The Dead Sea: Or, Notes and Observations Made During a Journey to Palestine in 1856–7, on M. de Saulcy's Supposed Discovery of the Cities of the Plain zusammen mit Albert Augustus Isaacs, Nabu Press, 2013, ISBN 978-1-287-94193-4
- Les Derniers jours de Jérusalem, 1866 online bei Google Books
- Jérusalem, zuerst: 1881, Nabu Press, 2011, ISBN 978-1-178-74396-8
- Histoire d'Hérode, roi des Juifs, zuerst: 1867, Kessinger Pub Co, 2010, ISBN 978-1-166-77675-6, online bei Google Books
- Les Ruines de Masada, CreateSpace Independent Publishing Platform, 2017, ISBN 978-1-9762-7688-0
- Étude chronologique des livres d'Esdras et de Néhémie, 1868 online bei Google Books
- Histoire des Machabées, zuerst: 1880, Hachette Livre – Bnf, 2018, ISBN 978-2-01-617299-5
- Sept siècles de l'histoire judaïque, 1874
- Dictionaire Des Antiquites Bibliques, zuerst: 18567, Nabu Press, 2012, ISBN 978-1-275-91472-8
- Histoire de l'Art Judaïque, 1858
- Étude sur la série des rois inscrits à la salle des ancêtres de Touthmès III, Hachette Livre - Bnf, 2018, ISBN 978-2-01-365150-9
- Le Musée assyrien du Louvre, CreateSpace Independent Publishing Platform, 2017, ISBN 978-1-9762-7685-9
- Recherches Sur L'Emplacement Veritable Du Tombeau D'Helene Reine D'Adiabene (1869), Kessinger Pub Co, 2010, ISBN 978-1-167-37788-4
- Lettre à m.le docteur Lepsius sur son article intitulé Ueber die in Philae aufgefundene republikation des dekretes von Rosette und die aegyptischen furschungen [!] des herrn de Saulcy, University of Michigan Library, 1847
- L’Étude des hiéroglyphes, CreateSpace Independent Publishing Platform, 2017, ISBN 978-1-9762-7666-8

### Numismatik
- Numismatique des Croisades, 1847
- Recherches sur la numismatique judaïque, 1854
- Numismatique de la Terre Sainte, 1874
- Histoire numismatique du règne de François I, zuerst: 1876
- Histoire numismatique des rois d'Angleterre Henri V et Henri VI en France, zuerst: 1879, 2018, ISBN 978-0-270-56324-5
- Essai de classification des suites monétaires byzantines, 1836
- Essai de classification des monnaies autonomes d'Espagne, 1840
- Recherches sur la numismatique punique, 1843
- Aperçu général sur la numismatique gauloise, 1866
- Mémoires sur les monnaies datées des Séleucides, 1872
- Système monétaire de la république romaine a l'époque de Jules César, 1874
- Recueil de documents relatifs à l'histoire des monnaies depuis Philippe II, Bd. 1, 1879
- Histoire monétaire de Jean le Bon, 1880